# Berniniella minuta
Berniniella minuta är en kvalsterart som först beskrevs av Bulanova-Zachvatkina 1964.  Berniniella minuta ingår i släktet Berniniella och familjen Oppiidae. Inga underarter finns listade.